# NGC 3814
NGC 3814 (również PGC 36267) – galaktyka soczewkowata (S0), znajdująca się w gwiazdozbiorze Lwa. Odkrył ją Édouard Jean-Marie Stephan 25 kwietnia 1881 roku.